# David Goodier
David Goodier je baskytarista britské skupiny Jethro Tull.
Goodier účinkoval od roku 1979 jako baskytarista v několika jazzových a rockových skupinách, vystupoval též v divadle Bristol Old Vic a kromě jiného, vystupoval v muzikálech Annie, Jesus Christ Superstar a Evita.
David začal spolupracovat s Ianem Andersonem v roce 2002, kdy hrál v jeho doprovodné skupině Rubbing Elbows Band a se skupinou Jethro Tull pak v roce 2006.
V roce 2007 vydal album se skupinou Carmina. Je docentem na univerzitách Exeter University, Dartington College of Arts a Dartington International Summer School.